# スダレハマグリ
スダレハマグリ（簾蛤; Marcia japonica）は、マルスダレガイ科に属する二枚貝で、四国以南の浅海の砂底に生息する。 

## 外観
貝殻は橙褐色を帯びたベージュ色で、生貝では緑色を帯びることがある。表面には細い成長脈が多数並ぶ。殻頂は前方に傾き、後端がやや突き出ることが多い。内面は淡い橙色をおびた白色で、模様は描かれないものが多い。腹縁はきざまれず、套線の湾入は丸い。蝶番部の主歯は3歯。ヤエヤマスダレ Marcia hiantinaは本種とよく似ているが、殻は後方に突き出ず丸い。殻表面に不明瞭な褐色の放射帯が描かれ、套線湾入は本種よりもやや深い。

## 分類
マルスダレガイ科の中で従来はKatelysia属とされていたが、近年ではMarcia属に分類される。分子系統解析の結果リュウキュウアサリ Tapes literatusの近縁で、アサリ亜科 Tapetinaeに属することが示唆されている。

## 分布
四国から東南アジアにかけての湾内や河口近くの砂礫底に生息する。なお2010年代に紀伊半島でも本種が生息していた。

## 人との関係
食用とされる。